# Edna Parker
Edna Parker (Condado de Shelby, Indiana, 20 de abril de 1893 – 26 de novembro de 2008) foi uma supercentenária norte-americana que viveu aos 115 anos e 220 dias. Foi a Decana da Humanidade de 13 de agosto de 2007 a 26 de novembro de 2008. Após a sua morte, sucedeu-lhe como pessoa mais velha do mundo a portuguesa Maria de Jesus.

## Vida
Edna era professora e deu aulas em Smithland durante alguns anos até casar em 1911 com o seu vizinho Earl Parker. Edna teve dois filhos, entretanto já falecidos. Edna viveu seus últimos anos em um lar de idosos em Shelbyville (Indiana). Foi bastante saudável e capaz de andar até o fim da vida. Tinha gosto pela leitura e de recitar poesia, especialmente as obras de James Whitcomb Riley.